# Пастревич, Александр Иванович
Александр Иванович Пастревич (13 сентября 1897 года, Чериков, ныне Могилёвская область — 18 сентября 1973 года, Москва) — советский военный деятель, генерал-майор (4 июня 1940 года).

## Биография
Александр Иванович Пастревич родился 13 сентября 1897 года в городе Чериков ныне Могилёвской области.

### Первая мировая и гражданская войны
В мае 1916 года призван в ряды Русской императорской армии и направлен на учёбу в учебную команду 58-го запасного пехотного полка, дислоцированного в Воронеже. После окончания учебной команды направлен в Ташкентскую школу прапорщиков, с окончанием которой в 1917 году в чине прапорщика принимал участие в боевых действиях на Юго-Западном фронте, находясь на должностях, где на должностях командира отделения 319-го Бугульминского пехотного полка и выборного командира роты 25-го Смоленского пехотного полка (7-я пехотная дивизия).
В декабре 1917 года вступил в ряды Красной гвардии, после чего назначен на должность командира сотни красногвардейского отряда в Пензе. 3 мая 1918 года призван в ряды РККА и назначен на должность командира роты Пензенского сводного отряда 2-го советского полка, после чего принимал участие в боевых действиях по подавлению мятежа Чехословацкого корпуса в районе Пензы. Вскоре после назначения на должность командира батальона особого назначения принимал участие в боевых действиях на Южном фронте против войск под командованием А. И. Деникина. В 1920 году направлен на Северный фронт, где находясь на должностях командира батальона и помощника командира 382-го стрелкового полка (7-я армия), принимал участие в боевых действиях против английских и финских войск.

### Межвоенное время
С 1921 года Пастревич служил в 46-м стрелковом полку (Ленинградский военный округ) на должностях командира роты, взвода, помощника командира батальона школы комсостава, а затем — на должности начальника полковой школы 48-го стрелкового полка. В 1924 году окончил Стрелково-тактические курсы «Выстрел».
В ноябре 1927 года назначен на должность командира батальона 47-го стрелкового полка, в октябре 1933 года — на должность помощника командира 167-го стрелкового полка по строевой части, в июне 1937 года — на должность командира 199-го стрелкового полка, в 1938 году — на должность командира 56-го стрелкового полка, а в августе 1939 года — на должность командира 138-й стрелковой дивизии, после чего принимал участие в боевых действиях в ходе советско-финской войны.
15 февраля 1940 года Пастревич назначен на должность командира 150-й стрелковой дивизии, а 17 января 1941 года — на должность командира 95-й стрелковой дивизии.

### Великая Отечественная война
С началом войны дивизия в составе Южного фронта под командованием А. И. Пастревича принимала участие в оборонительных боевых действиях на реке Прут. По приказу А. И. Пастревича 15 июля 1941 года были взорваны все важные объекты и здания Кишинева, и начат отвод войск за р. Днестр. 16 июля за отданный приказ отступления дивизии был снят с занимаемой должности командира дивизии.
В октябре 1941 года назначен командиром формировавшегося 6-го воздушно-десантного корпуса, а в августе 1942 года — командиром вновь сформированной на базе 6-го воздушно-десантного корпуса 40-й гвардейской стрелковой дивизии, которая вскоре принимала участие в оборонительных боевых действиях в ходе Сталинградской битвы, а затем с 22 ноября — в ходе Среднедонской, Северо-Кавказской и Ростовской наступательных операций, а также в освобождении ст. Обливская и г. Шахты, и после выхода на р. Миус перешла к обороне. За успехи, достигнутые в ходе боевых действий, дивизия была награждена орденом Красного Знамени.
После окончания ускоренного курса при Высшей военной академии имени К. Е. Ворошилова 21 июля 1944 года назначен на должность командира 1-й гвардейской стрелковой дивизии, принимавшей участие в ходе Львовско-Сандомирской наступательной операции и освобождении Львова. 3 августа решением Военного совета 1-го Украинского фронта Пастревич был снят с занимаемой должности и назначен заместителем командира 8-го гвардейского стрелкового корпуса.
26 октября назначен на должность командира 18-й гвардейской стрелковой дивизии, которая принимала участие в ходе Гумбинненской наступательной операции, а также в освобождении городов Голдап и Гросс-Ротимей. 6 декабря вновь был назначен на должность заместителя командира 8-го гвардейского стрелкового корпуса. С февраля 1945 года Пастревич находился на лечении по болезни.

### Послевоенная карьера
В сентябре 1945 года назначен на должность начальника Отдела боевой и физической подготовки штаба Воронежского военного округа, в феврале 1946 года — на ту же должность в Московском военном округе, в октябре того же года — на должность заместителя командира 357-й стрелковой дивизии (Туркестанский военный округ), в апреле 1949 года — на должность заместителя командира 367-й стрелковой дивизии (Белорусский военный округ), а в мае 1951 года — на должность начальника Окружных объединённых курсов усовершенствования офицерского состава Северного военного округа.
Генерал-майор Александр Иванович Пастревич в августе 1952 года вышел в запас. Умер 18 сентября 1973 года в Москве.

## Воинские звания
- Майор (17 февраля 1936 года);
- Полковник;
- Комбриг (4 ноября 1939 года);
- Генерал-майор (4 июня 1940 года).

## Награды
- Орден Ленина (22.02.1945);
- Три ордена Красного Знамени (21.03.1940, 3.11.1944, 20.06.1949);
- Орден Отечественной войны 1 степени (17.03.1943);
- Медали.